# Parte civile
La parte civile nel processo penale è il soggetto danneggiato dal reato che intende far valere innanzi al giudice penale la propria domanda di risarcimento o di restituzione.
La domanda civile innestata nel procedimento penale conserva, pertanto, la propria autonomia seppur sia regolata proceduralmente dalle norme del codice di procedura penale. Ex art. 74 c.p.p. può costituirsi esclusivamente nel processo e non nel procedimento. Soggetto legittimato a costituirsi parte civile è qualsiasi persona fisica e giuridica, nonché enti senza personalità giuridica. Per le persone fisiche, possono agire anche i successori universali.
Il fatto che queste figure possano partecipare al processo penale dipende dalla circostanza che uno stesso fatto può costituire nello stesso tempo sia un illecito penale in quanto passibile di una sanzione penale, sia un illecito civile in quanto ha provocato un danno con riferimento al quale si pone la necessità di una restituzione o di un risarcimento. Per quanto riguarda le restituzioni non si sono posti grandi problemi perché il giudice penale con riferimento alle restituzioni può pronunciarsi autonomamente.
Le restituzioni possono consistere in un dare o in un fare, per esempio al ripristino dello stato dei luoghi prima che intervenisse il fatto di reato. Per quanto riguarda invece il risarcimento del danno, più di un problema si pone nel momento in cui è necessario procedere alla quantificazione del danno perché nella maggior parte dei casi bisogna rivolgersi al giudice civile per la quantificazione a norma degli art. 1223 ss. del c.c. Per quanto riguarda il risarcimento del danno inizialmente si riteneva che potesse essere risarcito solo il danno che consegue alla lesione di un diritto soggettivo. In seguito alla sentenza 500/1999 della Corte suprema di cassazione a sezioni unite invece si è affermata anche la risarcibilità del danno derivante dalla lesione dell'interesse legittimo.
Altro problema è quello di stabilire che tipo di danno deve essere considerato risarcibile, poiché inizialmente si riteneva risarcibile solo il danno patrimoniale (art. 1226 c.c.) che si configura nelle due componenti del danno emergente (la perdita derivante dalla lesione del bene) e il lucro cessante (il mancato profitto derivante dalla lesione); in seguito ci si rese conto che non poteva essere solo questa l'unica conseguenza degna di risarcimento in quanto vi erano anche altre situazioni che andavano a colpire il soggetto, prima fra tutte le sofferenze da questi sopportate e in tal senso è stato ritenuto risarcibile anche il danno morale; in seguito alla sentenza della Corte Costituzionale 184/1986 è stato ritenuto risarcibile anche il cosiddetto danno biologico che si differenzia dal danno morale in quanto colpisce l'integrità psicofisica del soggetto menomando la sua vita di relazione e cioè tutti i suoi rapporti futuri.
Nel novero delle ipotesi di risarcibilità rientra attualmente anche il danno ambientale così come definito dall'art. 18 della l. 349/1986, cioè qualsiasi deterioramento o distruzione che comprometta tutte le bellezze naturali e le risorse naturali in genere: questa specificazione è importante perché ai fini del riconoscimento della legittimazione a costituirsi parte civile, perché possono costituirsi parte civile in presenza di un danno ambientale gli enti quali lo stato regioni, le province e i comuni, ma può farlo anche il soggetto privato proprio in virtù della lesione del suo diritto inviolabile che trova il suo fondamento nell'art. 2 della Costituzione.
Anche le associazioni e gli enti possono costituirsi parte civile purché intervengano a tutela di un interesse che rientra nei fini che l'ente o l'associazione perseguono, perché nel caso in cui non ci sia questa condizione gli enti e l'associazione hanno solo un potere di denuncia e di sollecitazione di intervento, ma non hanno la possibilità di costituirsi parte civile anche se essi hanno avuto il riconoscimento governativo secondo l'art. 13 della legge 349/1986; occorre precisare che l'art. 36 c. 2 della legge n. 104/1992 precisa che nel caso in cui si tratti di reati di cui agli artt. 527 e 628 del c.p. (reati di atti osceni e di rapina e con riferimento ai delitti non colposi contro la persona di cui al titolo dodicesimo del libro secondo del c.p.) se la persona danneggiata risulta essere un soggetto affetto da handicap, la legittimazione a costituirsi parte civile spetta al difensore fisico o in sua assenza all'associazione a cui risulti iscritto tale soggetto o ancora a un suo familiare.
Il danno può essere diretto ma anche indiretto: a sostegno della seconda tesi dottrina e giurisprudenza sono orientate in maniera diffusa verso la stessa direzione, partendo dal presupposto che in diritto civile il danno indiretto non è risarcibile con riferimenti precisi di norme che invece in diritto penale non esistono.

## Formalità della costituzione di parte civile
Il soggetto che intende costituirsi parte civile deve predisporre la dichiarazione con la quale intende esercitare l'azione civile nel processo penale, depositandola nella cancelleria del giudice innanzi al quale si procede, oppure deve essere presentata in udienza e deve avere un contenuto minimo che la legge processuale penale regolamenta molto dettagliatamente. Questi requisiti sono:
1. il nome, cognome, data e luogo di nascita della persona fisica, oppure la denominazione dell'associazione o dell'ente che si costituisce parte civile con l'indicazione completa delle generalità del legale rappresentante;
2. il nome, cognome, data e luogo di nascita dell'imputato nei cui confronti viene esercitata l'azione civile e tutte le altre indicazioni che possano identificarlo;
3. il nome e il cognome del difensore e l'indicazione della procura (cosa diversa dal mandato);
4. l'esposizione delle ragioni che giustificano la domanda;
5. la sottoscrizione del difensore.

Se la costituzione è presentata fuori udienza, l'atto di costituzione deve essere notificato, a cura della parte civile, alle altre parti e produce effetto per ciascuna di esse dal giorno nel quale è eseguita la notificazione. Aspetto di non ultima importanza è il deposito da parte del procuratore speciale della procura conferita nelle forme di cui all'articolo 100 comma 1 cpp presso la cancelleria del giudice o allegata alla costituzione in udienza.
Come può osservarsi il punto nr. 4 conferma che la costituzione della parte civile è una domanda civile a tutti gli effetti equiparabile alla citazione contemplata dal c.p.c nella quale debbono essere esplicitate le ragioni e quindi anche le fonti "civili", di responsabilità dell'imputato, in relazione alla richiesta del danno, pena la dichiarazione di inammissibilità nella fase iniziale del processo penale che instaura il rapporto giuridico tra le parti e ne legittima la presenza e il potere di intervento nelle fasi dibattimentali successive.

## Aspetti problematici della costituzione di parte civile tra prassi applicative e percorsi giurisprudenziali
La costituzione di parte civile, nelle dinamiche processuali e nei suoi molteplici aspetti operativi, incontra sovente momenti "problematici", dovuti per lo più a dubbi interpretativi in relazione al contenuto logico e letterale della normativa processual-penalistica in materia e al necessario raccordo con i principi sostanziali e procedurali di matrice civilistica cui necessariamente, per derimere numerose questioni, deve farsi riferimento.
Il problema è sorto tanto più l'impianto del codice di rito si è adeguato ai principi informatori del “giusto processo”. Le modifiche di natura normativa, e i numerosi interventi della Corte Costituzionale hanno portato, oltre alla “sostanziale” parità processuale tra accusa e difesa (e tra queste e le altre parti processuali) a perorare, anche “a costo” di difficoltà operative non indifferenti, il principio cardine dell'ormai consolidata riforma, per cui la prova, in ipotesi di rito cdd “ordinario”, debba formarsi in dibattimento con pari ed eguali possibilità di replica e intervento da parte delle parti processuali coinvolte nel processo penale.
Sotto il profilo pratico le problematiche cui sopra si faceva riferimento hanno riguardato (e invero ancora oggi riguardano) una serie di temi fra cui, le formalità della costituzione di parte civile in cancelleria, ovvero se possa essere notificata dal difensore prima del deposito, di guisa da essere depositata in cancelleria dopo l'avvenuta notifica, o debba essere depositata in cancelleria, estratta in copia conforme e quindi notificata; e ancora la possibilità per la persona offesa non ancora costituita parte civile di depositare liste dei testi, la questione connessa alla nullità della lista testi depositata dalla parte civile costituita in cancelleria in ipotesi di notifica negativa, le problematiche relative alla revoca del difensore dell'imputato in ipotesi di originaria elezione di domicilio presso lo stesso; i contenuti dell'atto di costituzione di parte civile e segnatamente l'analitica indicazione di petitum e causa petendi in relazione ai principi del giusto processo; la necessità della presenza all'udienza di ammissione della parte civile del procuratore speciale personalmente e il legittimo impedimento, i rapporti tra azione civile d'azione penale; la producibilità di documenti in cancelleria in uno al deposito della costituzione notificata unitamente alle liste testi ex articolo 468 c.p.p.; la dibattuta questione dell'appellabilità della sentenza di assoluzione da parte della sola parte civile; e infine il rilievo sostanziale e processuale delle conclusioni scritte, sia in primo grado che in appello, le prassi applicative dei tribunali di merito e le conseguenze dell'omesso deposito delle predette conclusioni, la possibilità per la parte civile di porre in sede di esame e controesame domande ultronee rispetto al capo di imputazione, i rapporti tra azione civile e azione penale e infine la possibilità per un avvocato persona offesa di costituirsi parte civile nel processo penale assumendo il patrocinio di sé stesso.
Natura e obiettivi della presente disamina non consentono di approfondire nessuno dei temi sopra riportati, così come, certamente, tralasciano altri importanti aspetti problematici, tuttavia possono essere brevemente affrontate alcune delle principali questioni applicative, con particolare attenzione alla prassi giurisprudenziale dei tribunali di merito. Dopo un primo e importante momento di "indecisione" interpretativa in relazione al contenuto e alla portata dell'articolo 78 del codice di rito nella parte in cui prevede che se la "dichiarazione di costituzione di parte civile" è presentata fuori udienza, deve essere notificata a cura della parte civile alle altre parti e produce effetto per ciascuna di esse dal giorno nel quale seguito alla notificazione" si è consolidato un indirizzo che ha posto le basi per una univoca interpretazione del formalità di cui si e detto.
Si contrapponevano infatti due interpretazioni della disposizione sopra riportata. Secondo alcuni l'atto di costituzione di parte civile andava depositato nella cancelleria del giudice che procede, quindi estratto in copia conforme per la notifica all'imputato e al Pubblico Ministero. Partendo da questa interpretazione vi è chi afferma “Quanto alle formalità per la costituzione all'interno della fase processuale questa varia nelle modalità a seconda che sia presentata direttamente in udienza (preliminare o dibattimentale) o in fase antecedente. In tale ultima ipotesi la costituzione di parte civile non si realizza in un unico momento, come avviene col deposito dell'atto in udienza, ma perché abbia efficacia si deve preliminarmente depositare l'atto presso la cancelleria del giudice avanti al quale il danneggiato si costituisce ed estratte copie autentiche dello stesso atto, notificarle alle persone cui si richiede il risarcimento e al p.m. La notifica della dichiarazione di costituzione di parte civile deve essere personalmente notificata all'imputato, anche presso il domicilio dichiarato o eletto o ai sensi del 161 II co. c.p.p.
Nessun problema ha posto il raccordo tra l'articolo 78 n 2 e l'articolo 152 cpp in riferimento alla possibilità di sostituire la notifica a mezzo di ufficiale giudiziario con la raccomandata, pur se – per ovvie ragioni - appare preferibile la prima via o quanto meno la cosiddetta "raccomandata aperta". Secondo altri invece dal contenuto logico letterale della disposizione sopra citata non si evince alcun obbligo di preventivo deposito, né di converso può dubitarsi del potere del difensore di attestare la conformità all'originale delle copie notificate (posta peraltro la possibilità per la difesa e il PM di dimostrare eventuali difformità all'udienza di costituzione della parti). In proposito si osserva che nell'ordinamento processualistico penale vigono, peraltro, in tema di atti processuali alcuni principi quali la tendenziale libertà delle forme che è la naturale conseguenza del criterio direttivo della massima semplificazione del procedimento dettato dall'art. 2 del punto n. 1 della legge delega n. 81/97.
La notifica mezzo dell'UNEP supera peraltro il problema della conformità sussistendo il vaglio dell'ufficiale giudiziario preposto all'incombente richiesto. Oggi la questione appare superata e non sembra più dubitarsi della possibilità, desumibile dallo stesso tenore letterale delle norme di riferimento, nonché dai principi generali dell'ordinamento, di procedere alla notifica dell'atto sottoscritto dal difensore e dal successivo deposito in cancelleria. Nell'ordinamento processualistico penale vigono, peraltro, in tema di atti processuali alcuni principi quali la tendenziale libertà delle forme che è la naturale conseguenza del criterio direttivo della massima semplificazione del procedimento dettato dall'art. 2 del punto n. 1 della legge delega n. 81/97. La libertà di forme è limitata agli atti cosiddetti ordinari (come è l'atto di cui ci si occupa) mentre il codice prescrive forme obbligate per atti tassativamente indicati processualmente più rilevanti.
Il codice di procedura penale e le norme di attuazione non prescrivono, nel caso di specie una formalità tipica e sanzionabile in assenza dei requisiti. L'art. 152 c.p.p. che tratta delle notificazioni richieste dalle parti private, stabilisce che queste possono essere sostituite dall'invio di copia dell'atto senza specificare nulla in ordine alla necessità della attestata conformità della copia. Tra l'altro la necessità di non dotarsi di copia conforme si trae, al contrario, da quanto stabilito dall'art. 40 norme di attuazione, che nel disciplinare il rilascio di un atto che tiene luogo di un originale distrutto, smarrito o sottratto espressamente richiede l'attestazione di conformità. Lo stesso art. 56 norme di att. in relazione alla notificazione a mezzo posta effettuata dai difensori, stabilisce che il difensore dopo aver spedito l'atto documenta la spedizione depositando in cancelleria copia dell'atto inviato, attestandone la conformità all'originale e l'avviso di ricevimento.
Il difensore di P.C. ha depositato in cancelleria originale e ha notificato copia ma tale inversione non è produttiva di conseguenze giuridiche. In quanto il giudice che detiene, tramite la cancelleria, l'originale può sempre sindacare in ordine al contrasto tra l'originale e la copia inviata alle parti. In ogni caso all'omissione del difensore di P.C. lamentata dalla difesa degli imputati, non consegue alcuna nullità (che sono solo quelle stabilite tassativamente dalla legge) e conseguentemente non vi è inammissibilità della dichiarazione di costituzione di parte civile così come presentata, neppure sotto il profilo delle garanzie difensive e di instaurazione di un corretto contraddittorio in quanto la difesa degli imputati non ha evidenziato una discrasia sostanziale dell'atto inviato rispetto al depositato, confermando indirettamente la integrale conformità del contenuto e quindi la perfetta conoscenza delle richieste di P.C. da parte degli imputati. Infine, anche a voler ritenere l'omissione formale della P.C. in relazione all'atto, questa si risolve in una mera irregolarità priva di sanzione processuale. PQM rigetta l'eccezione della difesa degli imputati.”
La questione dell'efficacia della costituzione di parte civile depositata nella cancelleria del giudice che procede poneva peraltro non indifferenti problemi interpretativi in relazione alla validità o meno della lista testi della parte civile depositata in cancelleria. Se è vero tuttavia che il problema sembra superato da un orientamento ormai ultradecennale che prevede l'ammissibilità della lista dei testimoni depositata dalla persona offesa, è altrettanto vero che laddove il difensore scelga di costituirsi in cancelleria la questione si ripropone ancora oggi per quanto in termini un po' diversi. Prima di affrontare il tema specifico valga accennare brevemente alla facoltà per la persona offesa non ancora costituita parte civile di depositare la propria lista testi nei termini di cui all'articolo 468 cpp. Secondo un ormai consolidato e granitico orientamento giurisprudenziale "in tema di diritti e facoltà della persona offesa, l'articolo 90 c.p.p. consente alla suddetta, anche se non costituita (o non ancora costituita) parte civile, di indicare elementi di prova e, quindi, anche di chiedere al giudice di merito l'ammissione di testimoni" (Cassazione Penale sezione VI, 13 luglio 1999 n 9967, in Cassazione Penale 2001, 1301 - s.m. - , di recente Ordinanza del 07.10.2009 resa dal Tribunale di Palermo sez. I pen. Ill.ma Dott.ssa Daniela Vascellaro, imputata P.A., P.C. T.E.)
Pacifico ormai l'orientamento per cui è facoltà della persona offesa, anche se non costituita (o non ancora costituita) parte civile, di indicare elementi di prova sembra ancora dibattuta, per la frequenza con cui la difesa degli imputati solleva la relativa eccezione, la questione relativa all'obbligo della parte civile costituita in cancelleria di “ripresentare” la lista testimoni successivamente rispetto al momento di efficacia della costituzione di parte civile che – come rilevato – coincide con il momento dell'avvenuta notifica alle altre parti processuali. In altre parole può avvenire che la persona offesa provveda al deposito della lista testi nel termine di cui all'art. 468 in ossequio all'indirizzo sopra citato, contemporaneamente però notifichi la costituzione di parte civile alle altre parti.
Questa produce effetti - ovvero diviene efficace - dal momento della notifica. Qualche tribunale di merito aveva rilevato la necessità (connessa ontologicamente al problema del dies a quo dell'efficacia) di ri-depositare la lista testi dopo l'avvenuta notifica con la conseguenza non irrilevante della nullità della prima lista testi e dell'inammissibilità della seconda se depositata in un termine inferiore ai sette giorni liberi richiesti dalla norma di riferimento (Tribunale di Milano, Ordinanza del 12/01/2007 G.M. Dott.ssa Laura Freddi, imputati T.G. G.G. P. Civile C.S.; Tribunale Penale di Mantova – in composizione monocratica – Ordinanza del 27 novembre 2001 – Giudice Dott. Bortolato, secondo cui la parte civile per poter essere ammessa al deposito della lista testimoniale, avrebbe dovuto notificare l'atto di costituzione a ciascuna parte almeno sette giorni liberi prima della data fissata per l'udienza dibattimentale). Una siffatta interpretazione avrebbe tuttavia portato seco insanabili contrasti con il principio poco sopra espresso a proposito di poteri e diritti della persona offesa non (o non ancora) costituita parte civile, nonché non indifferenti problemi di eguaglianza sostanziale interpretativa.
La Giurisprudenza di Legittimità ha – anche in questo caso – superato definitivamente il problema opportunamente coniugando la questione ai principi già posti in argomento affermando: “In tema di diritti e facoltà della persona offesa, è ammissibile la richiesta di testi, mediante il deposito della relativa lista, da parte della persona offesa, costituitasi fuori dell'udienza, in data precedente la notifica della dichiarazione di costituzione di parte civile, in quanto tale richiesta è compresa nella facoltà di indicazione di elementi di prova di cui all'art. 90 cod. proc. pen., con la conseguenza che la persona offesa dal reato, divenuta parte processuale a mezzo dell'atto di costituzione di parte civile, può certamente avvalersi del mezzo di prova già proposto, senza necessità di ripresentare la lista testimoniale già depositata in tempo utile rispetto a quello indicato dall'art. 468, comma primo, cod. proc. pen., mentre gli effetti della costituzione di parte civile, formalizzata fuori udienza riguardano, ai sensi dell'art. 78, comma secondo, cod. proc. pen., l'instaurazione del contraddittorio civile nella sede penale.” (per tutte Cass. pen. Sez. V, 8 giugno 2005, n. 28748)
Quanto sopra riferito ovviamente vale anche nell'ipotesi di nullità di una delle notifiche (in genere, ovviamente quella all'imputato). E infatti altra non indifferente problematica applicativa riguarda l'eventualità che la notifica all'imputato sia negativa e non venga riproposta con esito positivo prima dell'udienza di costituzione delle parti e apertura dibattimentale o venga riproposta e sia effettuata a termine ex art. 468 ormai perento. In tale ipotesi la lista testi depositata deve ritenersi valida? Quali conseguenze rispetto all'imputato della mancata efficacia della costituzione di parte civile? Quanto alla lista dei testimoni il problema appare oggi superato dalle pronunzie sopra citate. Rimane allora da chiedersi quale sia l'utilità (per la parte civile) di procedere alla notifica e al deposito della costituzione in cancelleria se in effetti può rinnovare la costituzione di parte civile direttamente in udienza senza che ciò precluda la richiesta di prove. In effetti, la notifica dell'atto e il successivo deposito in cancelleria sembra essere divenuto rilevante ai soli fini di quanto si dirà infra a proposito della necessarietà (o meno) della presenza del procuratore speciale per le formalità di costituzione e la possibilità di nominare un sostituto processuale.
Infatti eventuali richieste di intervento del responsabile civile possono operarsi anche in occasione della costituzione in udienza, così come la liquidazione delle spese di costituzione per la parte civile in ipotesi di scelta da parte dell'imputato del rito ex art. 444 cpp sono superabili dalla possibile costituzione in udienza al momento della costituzione delle parti.
Il tema rimane aperto e giustifica l'infrequenza di costituzione della parte civile in cancelleria che non sia dettata da eccesso di zelo del difensore e non ingiustificato timore di mutamenti di indirizzo nel corso (invero non brevissimo) del processo penale.
Incidentalmente nel corso di tali questioni è emersa un'evenienza endoprocedimentale meritevole di attenzione per i principi espressi e che si ritiene utile riportare.
Accade infatti (anche se non con larga frequenza) che nel corso delle indagini preliminari l'indagato in uno alla nomina del difensore di fiducia elegga domicilio presso lo stesso. Successivamente, nominato un nuovo difensore e revocato il precedente, non viene rinnovata l'elezione di domicilio tacendo sul punto la seconda nomina di fiducia. La prima elezione di domicilio – non formalmente revocata nella nomina di nuovo difensore o nella revoca del precedente – sopravvive al rapporto imputato/difensore revocato? E pertanto, a essa deve farsi riferimento per le notifiche o deve ritenersi “tacitamente” revocata anch'essa? Logica imporrebbe di propendere per tale seconda soluzione ma un'attenta analisi delle norme di riferimento in materia impone tuttavia di operare un'interpretazione di segno contrario.
E infatti è stato più volte affermato che se l'elezione di domicilio non viene espressamente revocata la stessa sopravvive al venir meno del rapporto con il difensore di guisa da permanere allo studio dello stesso ove andranno effettuate le notifiche (che saranno, per la parte di competenza, ovviamente effettuate anche al nuovo difensore) (Ordinanza del 22.04.2009 resa dal Tribunale di Palermo sez. I pen. Dott.ssa Daniela Vascellaro, imputata P.A., P.C. T.E.). Tale interpretazione, seppur in linea con il dato formale e normativo, tuttavia pone non pochi problemi all'avvocato che riceve per l'imputato (e non già per sé n.q. di difensore) un atto processuale quando il rapporto professionale è ormai concluso con l'obbligo tuttavia di reperire l'ex cliente e trasmettere l'atto ricevuto al fine di sottrarsi a ovvie conseguenze personali, sia disciplinari che risarcitorie.
Anche tale questione sembra ancora aperta sebbene attenga per lo più alla notifica dell'avviso fissazione U.P. e del decreto di citazione diretta a giudizio (o di atti afferenti l'incidente probatorio) che alla costituzione di parte civile di cui sopra si è detto per le ragioni riportate. Vi è poi l'annosa problematica relativa ai contenuti espositivi della costituzione di parte civile. Tale aspetto assume portata differente a seconda – ovviamente – che l'imputato decida di accedere a un rito alternativo (ex artt 444 o 438 c.p.p.) o propenda per il giudizio ordinario. Nei primi due casi i contenuti non sono oggetto di particolare problematicità posta la necessaria cognizione degli atti di indagine che il Giudicante chiamato ad ammettere o meno il rito richiesto, comunque avrebbe.
In ipotesi di scelta del rito ordinario dibattimentale i possibili contenuti della costituzione di parte civile – a una prima superficiale analisi – sembrerebbero mal coniugarsi con il noto principio per cui la prova deve formarsi nel corso del processo.
Tale disposizione di garanzia, in fatto, pone severi limiti cognitivi all'Autorità Giudicante in relazione al contenuto degli atti delle indagini preliminari; di tutta evidenza poi è la necessità che i soggetti sentiti nel corso delle stesse a sommarie informazioni ripercorrano mnemonicamente i fatti e ne riferiscano banco Judicis (salvo sporadici accordi acquisitivi).
Ai sensi dell'art. 78 n. 1 lettera d) c.p.p. tuttavia la costituzione di parte civile deve contenere l'esposizione delle ragioni che giustificano la domanda (risarcitoria n.d.r)
È proprio dall'interpretazione della portata di tale disposizione (dettata a pena di inammissibilità) che dipende la soluzione oggi maggiormente condivisa dalla giurisprudenza di merito e di legittimità. E infatti se è vero (com'è vero) che la costituzione di parte civile per così dire “innesta” l'azione civile nel processo penale, la giustificazione della domanda risarcitoria deve essere ritenuta allineabile ai contenuti di un atto di citazione rivolto all'imputato e fondato sulla di lui responsabilità in fatto e diritto, contenente la determinazione della cosa oggetto della domanda e l'indicazione dei mezzi di prova cui intende avvalersi.
In altri termini devono essere indicati e chiaramente espungibili dal contenuto dell'atto sia la causa petendi che il petitum.
Per quanto deve registrarsi come la giurisprudenza giuspenalistica formatasi nel tempo in materia abbia dimostrato un'importante tolleranza a proposito dell'omessa indicazione esatta del petitum, ritenuto integrabile in corso di causa e specificabile nelle conclusioni rassegnate a mente dell'art. 523 II comma c.p.p. ove assume caratteri di obbligatorietà. Al riguardo si evidenzia che, secondo il costante orientamento della giurisprudenza di legittimità (cfr. Cass. pen. sez. VI 23/11/2002 n. 39695; Cass. pen. sez. I7/03/2001 n. 9534; Cass. pen. sez. II 2/12/1999 n. 13815), pur essendo indispensabile il richiamo nell'atto di costituzione al “titolo” che legittima la pretesa della parte e alle ragioni in forza delle quali si pretende che dal fatto-reato siano scaturite conseguenze pregiudizievoli, non è necessario tuttavia che l'atto contenga una esposizione analitica delle ragioni che giustificano la domanda, attesa la connessione eziologica della pretesa risarcitoria con il reato contestato. Pertanto, tale requisito può ritenersi adeguatamente soddisfatto anche per relationem, ovvero con il richiamo al fatto descritto nella contestazione accusatoria quando essa sia formulata in modo completo ed esaustivo. Va da sé infatti che l'impegno argomentativo necessario alla illustrazione di dette ragioni dipenda dalla natura delle imputazioni contestate e dal rapporto tra i fatti lamentati e la pretesa azionata, di talché laddove tale rapporto sia immediato, è sufficiente il riferimento a quanto descritto nell'imputazione. (in questo senso Tribunale di Nola Penale, G.M. Dr.ssa Diana Bottillo, ordinanza del 07.11.07)
Il problema oggetto di analisi - nell'ottica poco sopra affrontata - tuttavia non è tanto connesso a ciò che la costituzione di parte civile DEVE contenere ma piuttosto in quello correlato ovvero cosa la stessa POSSA contenere o se si preferisce NON DEVE (onde non vilipendiare indirettamente i principi probatori di cui si è detto propri del cdd “giusto processo”). In altre parole se una costituzione di parte civile, al fine di compiutamente indicare la fondatezza della richiesta risarcitoria, contiene anticipazioni di quanto i testi da sentire nel corso del dibattimento “verosimilmente” confermeranno espungendo le considerazioni di che trattasi dalle s.i.t. presenti al fascicolo del Pubblico Ministero o del Difensore, o se contiene riferimenti ad annotazioni di P.G. o ad accertamenti tecnici non irripetibili, o come sovente accade, a perizie e consulenze della persona offesa e del P.M., la stessa deve ritenersi ammissibile o meno?
Se da un verso le “anticipazioni” cognitive espunte dagli atti di indagine sembrerebbero collidere con i principi del giusto processo, dall'altro appaiono in ossequio alla disposizione che impone al redigente di indicare “le ragioni che giustificano la domanda” ex art. 78 n 1 lettera d) c.p.p. La soluzione oggi condivisa dalla prevalente giurisprudenza di merito e di legittimità sembra propendere per la possibilità (si badi, non già il dovere) per la parte civile di spiegare dettagliatamente le ragioni che giustificano la domanda risarcitoria analiticamente esponendo petitum e causa petendi anche con riferimento a elementi probatori destinati a formarsi in dibattimento. Una dettagliata analisi dei fatti posti a fondamento della costituzione di parte civile non lede infatti le regole processuali dettate dal codice di rito in quanto attiene alla sostanziale esplicitazione di petitum e causa petendi necessariamente prodromici alla statuizione su an e quantum debeatur tipici dell'azione civile spiegata in sede penale (da ultimo Ordinanza del 22.04.2009 resa dal Tribunale di Palermo sez. I pen. Ill.ma Dott.ssa Daniela Vascellaro, imputata Dr.ssa Puccio Angela, P.C. Sig.ra Trumello Elga). Recentemente si è poi “imposto” con maggior cogenza il problema dell'impossibilità per il procuratore speciale di delegare la formalità di materiale costituzione di parte civile a un sostituto processuale (per tutte Cass. pen. sez. IV, sentenza 13/05/-16/06/2005 n. 22601),
La portata applicativa di tale interpretazione giurisprudenziale non desterebbe particolari difficoltà se non si scontrasse con le prassi e le dinamiche dei tribunali di merito e dei giudici di pace (meno dell'Udienza preliminare) per quanto attiene alla cdd “prima udienza”. E infatti non sempre (e anzi – absit iniuria verbis – quasi mai) è possibile prevedere con termini di assoluta certezza cosa accadrà alla prima udienza, ovvero se la stessa sarà come si dice di “mera distribuzione” (tribunale monocratico meno frequentemente collegiale) o (per il rito innanzi il giudice di pace) si risolverà nel solo tentativo di conciliazione o meno. Lo sbarramento codicistico della dichiarazione di apertura del dibattimento pone infatti severissime conseguenze a proposito della presenza personale del difensore della parte civile.
Lo stesso laddove delegasse un sostituto processuale per un'attività che ritiene scevra da conseguenze quali una presumibile udienza di distribuzione od un mero tentativo di conciliazione si troverebbe a essere destinatario dell'inammissibilità della costituzione per l'assenza del procuratore speciale se invece la attività effettiva (come è possibilissimo) evolvesse nella dichiarazione di apertura dibattimentale. Né la questione sembra poter essere risolvibile con il sistema del cdd “certificato di impegno” posto che in tale ipotesi i termini di prescrizione – per ovvie ragioni - non potrebbero essere sospesi.
Di fatto – nell'attuale scenario – la situazione che un difensore di parte civile (che a mente dell'art. 101 c.p.p. non può che essere uno) potrebbe trovarsi (e oggi sovente si trova) ad affrontare è quella di “scegliere” tra un contestuale procedimento in cui patrocina un imputato detenuto (ad esempio) e la necessità di essere in altro luogo “personalmente” per la costituzione di parte civile, senza che possa – almeno formalmente - essere rinviato il secondo procedimento per legittimo impedimento del difensore. A proposito dell'interpretazione data alle conseguenze dell'omesso rispetto della disposizione di cui al citato art. 101 c.p.p. si è affermata più volte la validità dell'atto di costituzione in quanto la nomina di due difensori effettuata dalla parte civile non è sanzionata né da nullità né da inammissibilità, bensì determina semplicemente la inefficacia della nomina in eccedenza fino a quando la parte non provveda alla revoca del difensore precedente. Ciò secondo una coerente interpretazione degli artt. 100 c.p.p. e 24 disp. att. c.p.p. (per tutte ancora una volta Tribunale di Nola Penale, G.M. Dr.ssa Diana Bottillo, ordinanza del 07.11.07, in Legittimità tra le altre Cass. pen. sez. III 7/05/1998 n. 5305 Arcieri).
Una diffusa soluzione pratica riposa nel conferimento della procura speciale alla costituzione e alla rappresentanza in giudizio al soggetto (di fatto chi avrebbe più semplicemente svolto l'attività di sostituto processuale) che parteciperà all'udienza di costituzione di parte civile e alla sostituzione dello stesso all'udienza successiva in favore del reale ed effettivo titolare della difesa. Tale alchimia giuridica potrebbe facilmente essere scongiurata da una interpretazione (ancora non diffusissima) meno rigorosa di quella recentemente formatasi nella specifica materia tenendo conto delle numerose difficoltà operative che la quotidiana prassi processuale pone in riferimento alla prima udienza dibattimentale. In verità (alla luce di quanto infra riportato) altre soluzioni riposano nella presenza della parte personalmente o nella scissione delle due procure (alla costituzione e alla rappresentanza in giudizio)
Quanto alla prima soluzione di cui si è detto occorre tuttavia soffermare l'attenzione su alcune pronunzie di merito e di legittimità (oggi prevalenti) a proposito della necessità che il nuovo difensore sia anch'egli munito di procura speciale come prescritto dall'art. 100 n 1 c.p.p. (ex plurimis in un caso di nuovo difensore nominato dalla parte civile in sostituzione del primo per il giudizio di appello, senza rilascio di nuova specifica procura speciale la Suprema Corte ha testualmente statuito che “Risulta invece fondata la doglianza - già proposta ma disattesa dal giudice di merito - riguardante l'irritualità della presenza nel giudizio d'appello della parte civile, siccome assistita da un nuovo difensore, diverso da quello nominato in primo grado, non munito di procura speciale come prescritto dall'art. 100 n 1 c.p.p.. La parte civile - giusta il fenomeno della cosiddetta rappresentanza necessaria nel processo penale di cui all'art. 100 c.p.p. - avrebbe dovuto infatti conferire anche al nuovo, e unico, difensore, nominato in sostituzione del primo al quale era stata rilasciata apposita procura speciale, analoga procura.
Ne consegue l'annullamento senza rinvio dell'impugnata sentenza limitatamente alle statuizioni di condanna a favore della parte civile.” Per meglio comprendere le recenti dinamiche evolutive appare opportuna una breve digressione sulla disciplina preesistente in materia. Il c.p.p. ormai abrogato agli artt. 93 e 94 prevedeva che per costituirsi parte civile la p.o. dovesse farne dichiarazione personalmente o per mezzo di procuratore speciale. Tale formalità poteva essere espletata innanzi al cancelliere che assiste all'udienza con atto separato da inserirsi nel processo verbale o – precedentemente - in cancelleria.
Le attività precedentemente riservate alla p.o. personalmente sono state dal nuovo impianto codicistico - per cosciente scelta del Legislatore – traslate anche sul difensore munito di procura speciale. La novella legislativa (L.16/12/1999 n.479) che ha modificato l'art. 122 tende proprio nel senso anzidetto prevedendo il potere per il difensore di autenticare anche la procura quando è lo stesso difensore a essere nominato procuratore speciale. V'è da notare che tra le ipotesi di inammissibilità della costituzione ex art. 78 lett. e) c.p.p. compare l'omessa sottoscrizione del difensore, e non già della parte. Il difensore dovrà, a mente dell'art 78 citato munirsi di procura speciale nelle forme previste dal successivo art. 100 e che è ritenuta di fatto coincidente con quella prevista dall'art.83 c.p.c. Una parte della “confusione” generatasi in materia sembrerebbe dipendere dalla differenza tra le due procure speciali di cui si tratta. Una, quella di cui si è sopra accennato ex art.100 c.p.p., come richiamata dal disposto dell'art 76 c.p.p., l'altra quella prevista dall'art. 122 c.p.p.
La procura ex art. 100 sostanzialmente coincide con il concetto di “mandato” difensivo, e conferisce al difensore i noti poteri di assistenza e rappresentanza in giudizio. Tale mandato attribuisce al difensore il potere e la facoltà di compiere e ricevere, nell'interesse della parte rappresentata, tutti gli atti del procedimento che dalla legge non sono a essa espressamente riservati (anche in tale ipotesi è ravvisabile l'analogia con quanto previsto dall'art. 84 del codice di rito civile). Restano esclusi (salvo che non siano espressamente previsti) quindi - sostanzialmente - la rinunzia all'azione, agli atti del giudizio e la rinunzia all'appello.
La procura speciale ex art. 100 c.p.p. conferisce quindi il potere di effettuare la costituzione di parte civile, ovviamente di sottoscriverla, notificarla e depositarla sia essa in cancelleria sia in udienza. La procura prevista dall'art. 122 c.p.p.(secondo una condivisibile impostazione dottrinaria Relazione alla Camera Penale della Spezia del 3 dicembre 1999 citata dell'avv. Francesco Paolo Barbanente – in www.penale.it) è cosa ben diversa da quella prevista e regolata dall'art. 100 e fondamentalmente, sarà necessaria per le ipotesi in cui la parte intenda trasferire ad altra persona la propria legittimazione a effettuare anche gli atti del procedimento che gli siano espressamente riservati (rinunzia all'azione, agli atti del giudizio e la rinunzia a impugnare).
Come rilevato dalla citata dottrina prima dell'intervento riformatore della Legge Carotti la sottoscrizione di tale procura (ex art. 122 c.p.p.) non poteva essere autenticata dal difensore perché, si diceva, conferiva la legitimatio ad processum ovvero “la capacità di essere parte nel rapporto processuale “ (Cass. Sez. Un. 19/05/1999 – 13/07/1999 n. 12/99, come in precedenza Cass. Sez. Un. 18/06/1993) La procura speciale dell'art. 100 c.p.p. conferisce invece un mandato defensionale molto simile a quello previsto nel processo civile, tale da far sì che la parte stia in giudizio con il ministero del proprio difensore. In buona sostanza la procura speciale dell'art. 122 c.p.p., ora autenticabile anche dal difensore, se a lui conferita, ha la caratteristica e la funzione di attribuire ad altra persona, diversa dalle parti, proprio quel potere di nominare il difensore di cui all'art. 100 c.p.p., nonché di revocare la costituzione e di impugnare.
La differenza tra il difensore munito di procura speciale ex art. 100 c.p.p. e quello munito anche di procura speciale ex art. 122 c.p.p. sta, dunque, indipendentemente dal potere di autentica, nel fatto che il secondo, a differenza del primo, è legittimato a compiere anche gli atti che la legge riserva alla parte personalmente come la revoca della costituzione e la rinuncia all'impugnazione. Secondo pertanto l'impostazione della dottrina citata (avv. Francesco Paolo Barbanente - aprile 2002 Relazione alla Camera Penale della Spezia del 3 dicembre 1999 cit.) nel nuovo codice la rappresentanza (escluso il potere di revoca e quello d'impugnazione) è stata trasferita dalla procura speciale dell'art. 122 c.p.p. (o meglio da quella che era la procura nell'analogo art. 136 c.p.p. abr.) alla procura speciale dell'attuale art. 100 c.p.p., restando necessaria la procura dell'art. 122 c.p.p. solo se si vuol conferire anche la facoltà di revoca della costituzione e la facoltà d'impugnazione. (Per l'impostazione dottrinaria espressa si veda: avv. Francesco Paolo Barbanente - aprile 2002 Relazione alla Camera Penale della Spezia del 3 dicembre 1999 - poi integrata con la L. n. 479/99 a opera dell'avv. Francesco Paolo Barbanente, avente come oggetto “Parte civile e procure speciali” – in www.penale.it) Sull'argomento tuttavia la giurisprudenza di merito non sembra essere pacifica. E infatti non mancano le pronunzie volte ad attribuire come a negare il potere di costituzione al sostituto processuale.
Quelle favorevoli a tale evenienza prevedono tuttavia che – per la loro ammissibilità e rilevanza - la procura speciale e la delega a sostituto processuale siano espressamente rilasciate per il compimento dello specifico atto di deposito della costituzione di parte civile (Tribunale di Nola Penale, G.M. D.ssa Diana Bottillo, ordinanza del 07.11.07). In ogni caso sempre più spesso ormai la presenza della parte in udienza viene ritenuta “valido escamotage” per superare ogni questione sulla volontà di costituzione e sul conferimento della procura speciale. E infatti la presenza in udienza della parte in fatto elide praticamente ogni difetto formale dovendosi ritenere avanzata personalmente la domanda risarcitoria (pur se ritornando a quanto accadeva in vigenza del codice di rito abrogato).
Con riferimento alla questione relativa al deposito dell'atto di costituzione della parte civile in ipotesi in cui all'udienza siano assenti sia la parte personalmente sia il procuratore speciale e quindi posta in essere dal sostituto processuale - sul rilievo che il sostituto processuale non sarebbe munito dei poteri sostanziali ma solo di quelli inerenti al mandato difensivo – si è affermato che in base a una lettura costituzionalmente orientata del combinato disposto degli artt. 76-78-100-122 c.p.p in assenza della persona offesa o del danneggiato, il difensore ha il potere di depositare l'atto di costituzione di parte civile, nella duplice veste di difensore al quale è stato conferito il mandato alle liti e, come tale, titolare del potere di rappresentanza processuale, nonché di procuratore speciale, munito del potere sostanziale e dispositivo (legitimatio ad causam) che esercita come delegato, nell'interesse del rappresentato, titolare del diritto personale a esperire l'azione risarcitoria, così come il difensore munito di procura speciale può nominare un sostituto processuale il quale, come disposto dall'art. 102 c.p.p., esercita i diritti e assume i doveri del difensore.
Secondo l'orientamento più recente della Suprema Corte di Cassazione (Cass. pen. sez. IV, sentenza 13/05/-16/06/2005 n. 22601), il sostituto processuale del difensore nominato procuratore speciale ai fini della costituzione di parte civile, non sarebbe legittimato, in quanto tale, a rappresentare la parte civile anche per quanto concerne il potere di costituirsi e ciò in quanto la nomina del sostituto ai sensi dell'art. 102 c.p.p. attribuisce a costui i poteri attribuiti al difensore con il rilascio del mandato alle liti (rappresentanza processuale), ma non i poteri dispositivi di natura sostanziale o processuale che le parti possono delegare specificamente al difensore con il rilascio della apposita procura (legitimatio ad causam). In altri termini, deve escludersi che al soggetto al quale è attribuito il solo potere di sostituire il difensore nell'esercizio delle attività tecnico-difensive e dei poteri inerenti al mandato alle liti ossia relativamente alla mera rappresentanza processuale, possa sostituire il difensore anche nell'esercizio dei poteri che esulano dall'attività difensiva in senso stretto e che richiedono, in quanto tali, il conferimento di apposita procura speciale da parte del soggetto titolare del diritto dispositivo.
Attenta giurisprudenza non ha però mancato di osservare che la superiore interpretazione fatta propria dalla Suprema Corte non può che afferire chiaramente all'ipotesi del sostituto processuale che ha ricevuto dal difensore esclusivamente il mandato alle liti, ovverosia il solo potere di sostituire il difensore designato meramente ed esclusivamente nell'assistenza tecnica e nella rappresentanza processuale e non invece nel compimento di attività che fuoriescano da quella strettamente defensionale. Al riguardo si evidenzia che, da una lettura sistematica del complesso normativo, alla presentazione in udienza ovvero al deposito in cancelleria dell'atto formale di costituzione di parte civile contenente i requisiti di cui all'art. 78 c.p.p. è abilitato anche il sostituto processuale in virtù dei poteri attribuitigli specificamente a tale scopo nella stessa procura speciale conferita al difensore dalla parte civile. Invero, laddove la procura speciale conferita al difensore dalla parte preveda espressamente, tra l'altro, la facoltà per il difensore di farsi rappresentare a sua volta e di nominare idonei sostituti abilitati anche al compimento di atti dispositivi, deve ritenersi pienamente consentita la presentazione o il deposito dell'atto formale di costituzione di parte civile da parte del sostituto del difensore, investito di poteri sostanziali che esulano da quelli circoscritti alla mera rappresentanza processuale.
E infatti, in tale ipotesi, la procura speciale contiene un autonomo mandato “ad negotia” conferente al difensore e procuratore speciale il potere di nominare a sua volta altri difensori per il compimento di atti dispositivi, di talché, costui, in forza della rappresentanza sostanziale attribuitagli, può validamente rilasciare, a sua volta, in nome del dominus, altre procure speciali (il principio è stato ribadito più volte dalla giurisprudenza di legittimità: in tal senso si veda Cass. civ. sez. I 28/06/2002 n. 9493 n. 55545; circa il potere del sostituto di provvedere al deposito dell'atto di costituzione di parte civile si era già espressa la Suprema Corte con sentenza Cass. pen. sez. V 5/04/1995 Prati).
Sulla necessarietà pertanto della presenza personale del procuratore speciale all'udienza di costituzione pertanto – in conclusione e tenuto conto dell'attuale panorama giurisprudenziale – può affermarsi che pur essendo “processualmente” preferibile (anche se talvolta, e per alcuni reati, decisamente poco opportuno) la presenza della parte, devono altresì ritenersi possibili più soluzioni, l'una il rilascio di procura speciale alla costituzione al soggetto che materialmente presenzierà all'udienza l'altra di cui sopra si è detto (alla rappresentanza in giudizio) al difensore assente che nominerà sostituto processuale il primo, un'altra fondata sulla sopra riferita alchimia della nomina e successiva revoca e nuova nomina badando a che non sfugga il conferimento di procura speciale al nuovo difensore, l'altra – la più “coraggiosa” ma a parere di chi scrive altrettanto corretta, la nomina di sostituto processuale anche ai fini della costituzione purché la procura speciale e la delega a sostituto processuale contengano l'espresso riferimento al compimento dello specifico atto di deposito della costituzione di parte civile, un'ultima – ancora non pacifica ma sempre più condivisa dalla giurisprudenza di merito – riguarda il deposito della costituzione di parte civile in cancelleria da parte del procuratore speciale personalmente e successivamente la delega al sostituto processuale ai soli fini dell'udienza di ammissione a formalità costitutiva già espletata.
Quanto ad altri aspetti problematici della materia di che trattasi appare opportuno rivolgere qualche breve cenno alla possibilità – per la parte civile – di porre ai testi in sede di esame e controesame domande anche al di fuori dal capo di imputazione, possibilità questa preclusa al P.M. In considerazione degli obiettivi a cui tende (rectius dovrebbe tendere) la presenza della parte civile nel processo penale, ormai da più lustri, la giurisprudenza di legittimità si è mostrata ampiamente tollerante consentendo anche considerevoli “sconfinamenti” purché pertinenti con le finalità risarcitorie della parte. Altro aspetto problematico riguarda l'ammissibilità di produzioni documentali contenute nel fascicolo del difensore che si vorrebbero effettuare in uno con il deposito dell'atto di costituzione di parte civile notificato da depositare in cancelleria all'interno del fascicolo del dibattimento.
Tale questione meriterebbe ben più ampia e cogente trattazione di quella che vi si può dedicare in questa sede. Ad avviso di chi scrive, pur nel rispetto del principio di oralità più volte citato, alla parte civile dovrebbe essere consentito di allegare alla propria costituzione - se operata in cancelleria (e le cancellerie tendono a dare atto della volontà ma a non ricevere il deposito) - tutta la produzione documentale offerta purché strettamente attinente al giudizio di ammissibilità della parte civile senza che sia per ciò vilipeso il principio per cui la prova debba formarsi in dibattimento e proprio giacché - trattandosi di questione afferente all'ammissibilità della parte civile - naturalmente preesiste all'acquisizione documentale in corso di causa.
In altre parole se la parte civile allega i prospetti di calcolo del danno biologico, una serie di referti medici o cartelle cliniche, o ancora perizie tese ad affermare l'entità del danno patito, se non possono, in tale momento processuale, essere acquisiti al fascicolo del dibattimento ai fini della decisione, dovrebbero poter essere depositati per consentire una corretta valutazione del diritto del presunto danneggiato a costituirsi parte civile a fortiori ove si tratti di persona offesa cosiddetta “indiretta” (si pensi ai danni psichici e materiali discendenti dal reato dei falsa testimonianza ove la parte privata è persona offesa, cosiddetta secondaria); va da sé che la loro acquisizione ai fini della decisione avverrà poi successivamente all'esito dell'esame dei periti e nel corso del dibattimento.
Il problema - pur scarsamente rilevante sotto il profilo giuridico – sembra tuttavia essere di grande utilità pratica.
E infatti se è vero che tali documenti possono essere proposti all'udienza di costituzione delle parti, il loro preventivo deposito in cancelleria consentirebbe (piuttosto che vilipendere) l'osservanza proprio della disposizione di cui all'art. 495 n. 3 c.p.p. In tale solco interpretativo si è mossa alcuna giurisprudenza di merito laddove a proposito dell'allegazione di una consulenza di parte alla lista testimoni ha affermato che “È ammissibile ex art. 495 c.p.p., per quanto come mero documento, la produzione di un elaborato consistente in una consulenza tecnica di parte. Questa infatti, pur non costituendo prova di per sé come ad esempio una perizia dibattimentale è pur sempre idonea fonte di libero convincimento del giudice” (anche in ordine all'ammissibilità del perito indicato in lista, Tribunale di Venezia 22/05/1990).
Ultimo aspetto riguarda l'obbligatorietà della presentazione delle conclusioni a mente del disposto di cui all'art. 523 c.p.p. di guisa che l'omesso deposito delle stesse costituisca revoca tacita della costituzione. Sul punto non sembrano esservi dubbi di sorta, il problema si pone tuttavia per le prassi endoprocedimentali dei tribunali di merito e nei giudizi di appello. Quanto al primo punto sovente si assiste a rinvii per “ultimi due testi della difesa, chiusura istruzione dibattimentale e conclusioni”. Non vi è chi non veda come in tali (estremamente diffuse evenienze) le conclusioni della parte civile non potranno che essere incomplete e spesso anche distanti dal reale esito dell'istruttoria dibattimentale.
E infatti la difesa dell'imputato – ben sapendo che la parte civile sarà costretta a rassegnare le proprie conclusioni per iscritto il giorno prima – potrà riservarsi (come invero sovente accade) una cospicua produzione documentale all'udienza di chiusura dell'istruttoria così impedendo alla parte civile di argomentare nelle conclusioni scritte talvolta su punti decisivi a proposito delle questioni risarcitorie. Quanto all'an debeatur è intuitivo che tali conclusioni non potranno tenere conto dell'esito delle testimonianze dei testi della difesa che saranno sentiti a tale ultima udienza. Il problema appare senza soluzione “giuridica” per quanto facilmente superabile con provvedimenti di opportunità processuale improntati al necessario raccordo e rispetto tra le Parti del processo e l'Autorità Giudicante di guisa da scindere il momento della discussione e presentazione delle conclusioni dall'ultimo movens dell'istruttoria dibattimentale (salvo improcrastinabili ragioni di urgenza connesse a rischio di prescrizione dei reati).
Quanto al giudizio di Appello - dopo lunghe e travagliate oscillazioni giurisprudenziali - sembra essersi affermato un importantissimo e rilevante indirizzo giurisprudenziale che prevede la revoca tacita della costituzione di parte civile nel giudizio di seconde cure in ipotesi di assenza della parte nel giudizio di appello o di mancata presentazione delle conclusioni.
E infatti ai sensi dell'art. 82, n. 2 c.p.p. la costituzione di parte civile si intende revocata se la parte non presenta le conclusioni a norma dell'art. 523 c.p.p. In un primo momento la giurisprudenza di merito aveva ritenuto che la norma di cui all'art. 82 c.p.p. riguardasse il solo giudizio di primo grado e per la sua specialità non potesse ritenersi estensibile all'appello (per tutte Corte di Appello di Roma 21 ottobre 1997 in Cassazione Penale 1998, 2151, sul punto anche Cassazione SU 13 dicembre 1995), successivamente tuttavia anche in forza di una corretta interpretazione dell'art. 602 c.p.p che rinvia espressamente all'art. 523 c.p.p si è ritenuto che l'assenza della PC nel giudizio di appello o l'omessa presentazione delle conclusioni scritte equivalga a revoca tacita fermo e impregiudicato l'esercizio dell'azione in sede civile.
Altri nodi problematici dell'argomento in commento sono costituiti da aree come i rapporti tra azione civile e azione penale, la possibilità per un avvocato persona offesa di costituirsi parte civile sia come parte sia come difensore di sé stesso e infine l'annosa questione dell'appello della (sola) parte civile. Esigenze di brevità, e pacificità di orientamento in relazione alle singole questioni sopra accennate, impongono il rinvio alle pronunzie maggiormente rappresentative che quanto ai rapporti tra azione civile e azione penale certamente possono riferirsi alla nota sentenza della Consulta del 13 luglio 2007 n. 272, ampiamente ripresa dalla recente Cassazione Sezione Terza penale 26 gennaio 2009 n. 1862.
Quanto alla possibilità dell'avvocato persona offesa di costituirsi parte civile sia come parte sia come difensore di sé stesso ne è stata affermata l'inammissibilità atteso che “ la costituzione di parte civile eseguita dall'avvocato in proprio a mente della disciplina processuale civilistica di cui all'art. 86 c.p.c. risulta incompatibile con il combinato disposto degli artt. 78 comma I e 100 comma I c.p.p. laddove una volta esercitata l'azione civile nel processo penale – alla rappresentanza della persona offesa che agisce per ottenere la condanna dell'imputato al risarcimento del danno patito in conseguenza del reato (la cui sussistenza deve appunto essere accertata nel processo penale), sia applicabile solamente la disciplina del codice di rito penale” [Ordinanza emessa il 2.12.05 dal G.U.P. del Tribunale di Nola dr Alessandro D'Ancona].
Quanto all'ammissibilità dell'appello della parte civile appare opportuno rinviare per la sua chiarezza espositiva alla ormai celebre Sentenza n. 27614 delle S.U. (ud. 29/03/2007 dep. 12/07/2007). La stessa letta alla luce dei numerosi interventi della Consulta (ex plurimis Ordinanza n. 226 dell'11 giugno 2008) non lascia residuare dubbi a proposito dell'ammissibilità dell'appello della Parte Civile anche dopo l'intervento sull'art. 576 c.p.p. a opera dell'art. 6 della legge n. 46 del 2006. Tale appello - si è più volte affermato - deve passare dall'analisi della penale responsabilità dell'imputato come necessaria e prodromica statuizione per la pronunzia agli effetti della responsabilità civile.
Recentissimamente le Sezioni Unite della Corte di Cassazione Penale, in data 21/12/2017, hanno sancito in maniera definitiva, ponendo fine ad un contrasto durato a lungo, il principio in base al quale unico titolato a costituirsi parte civile sia il procuratore speciale del danneggiato e non anche il sostituto processuale del difensore.